# P-huset Anna

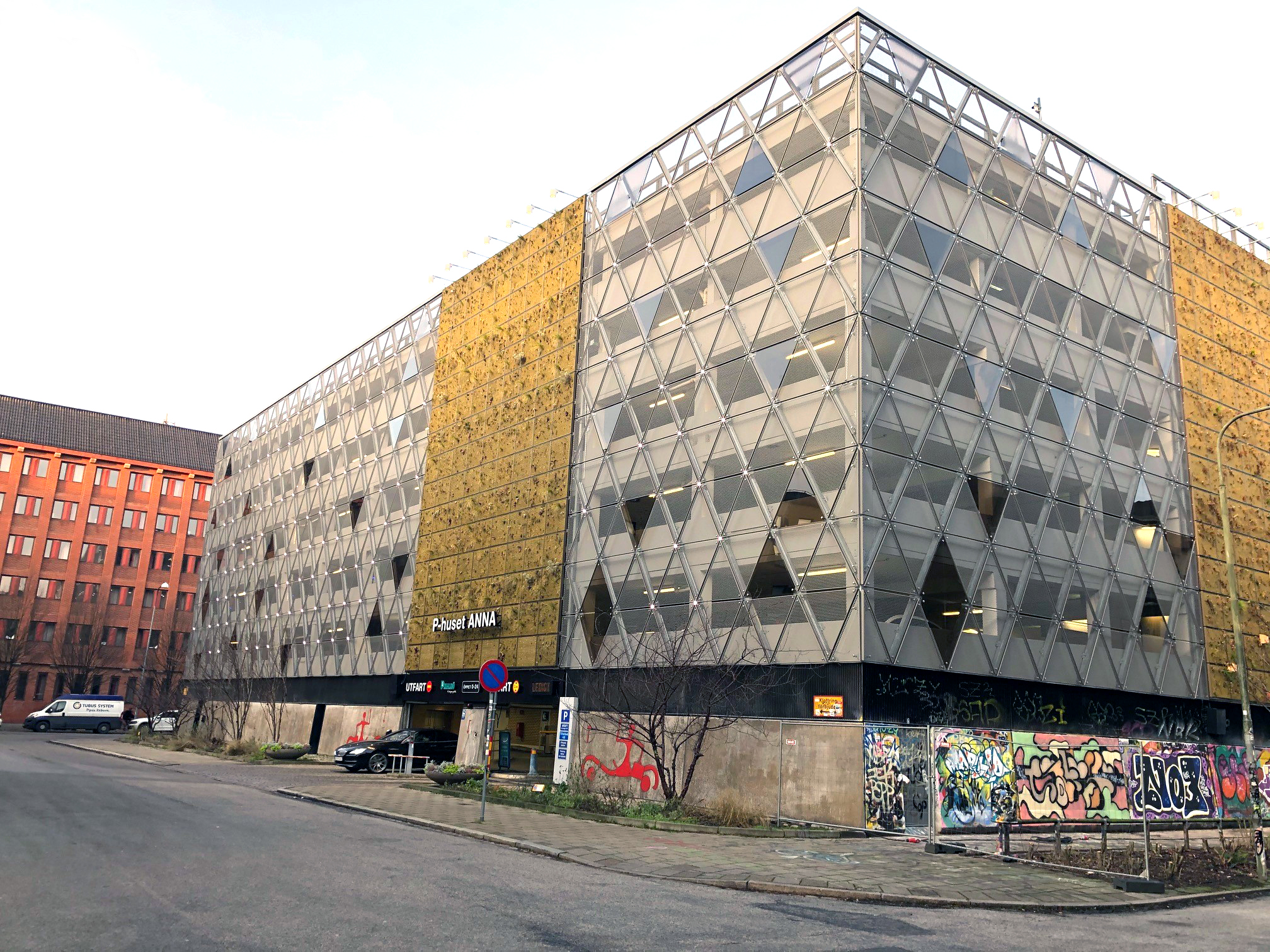
P-huset Anna efter renoveringen 2019.

P-huset Anna är ett parkeringshus i centrala Malmö. Det uppfördes 1978 och har omkring 670 parkeringsplatser på 15 halvplan, varav ett är ett låst källarplan endast för månadskunder. Det har även laddningsplatser för elbilar, som inte ingår i parkeringsavgiften. Parkeringshuset har även den första lagliga graffitiväggen i Sverige.

## Renovering
2019 renoverades byggnaden med ny fasad i plåt, växtväggar och solcellsanläggning. Renoveringen beställdes av kommunala bolaget Parkering Malmö och gestaltades av NIRAS Arkitekter.

## Bilder före renoveringen

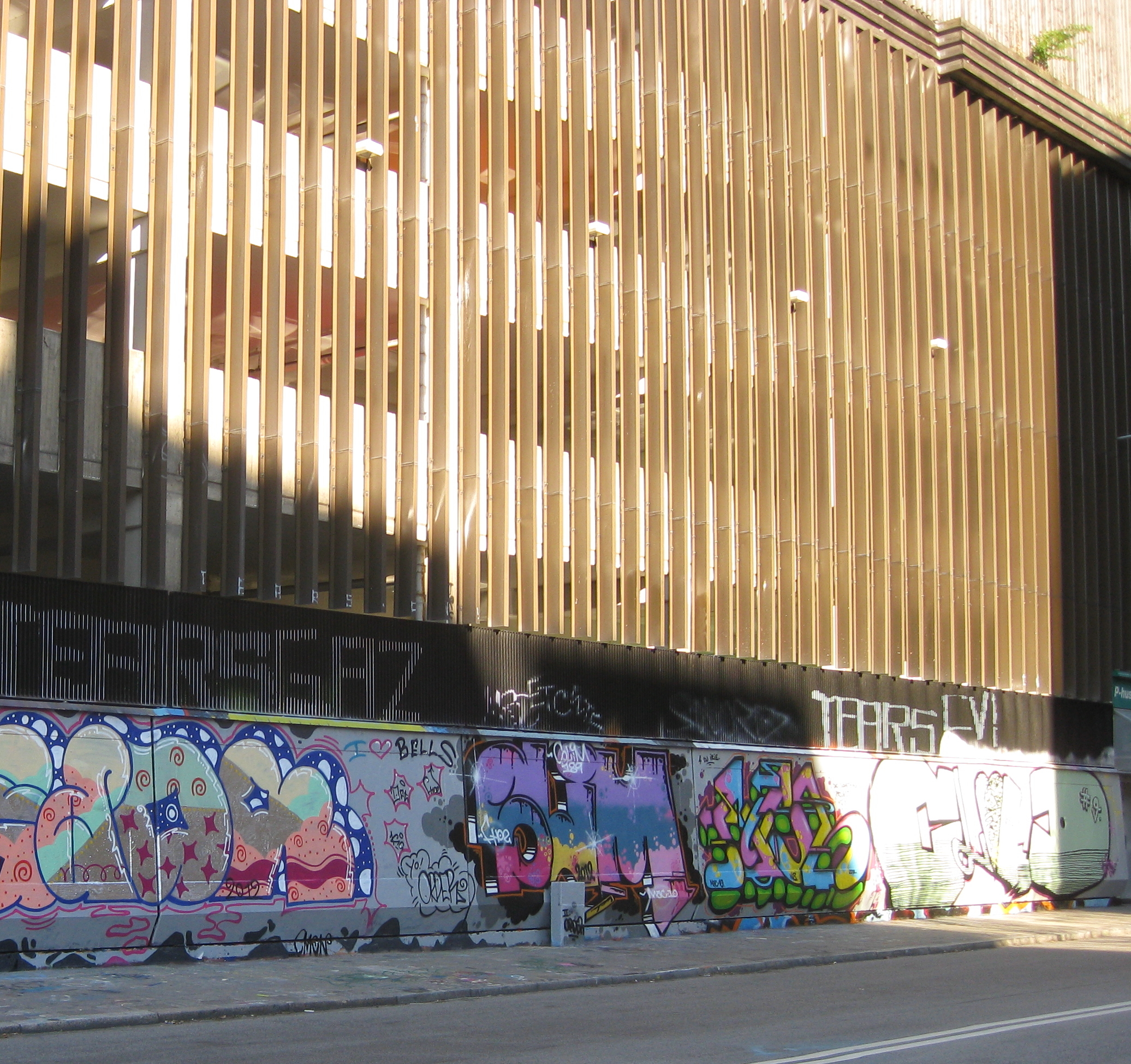
Graffitivägg.
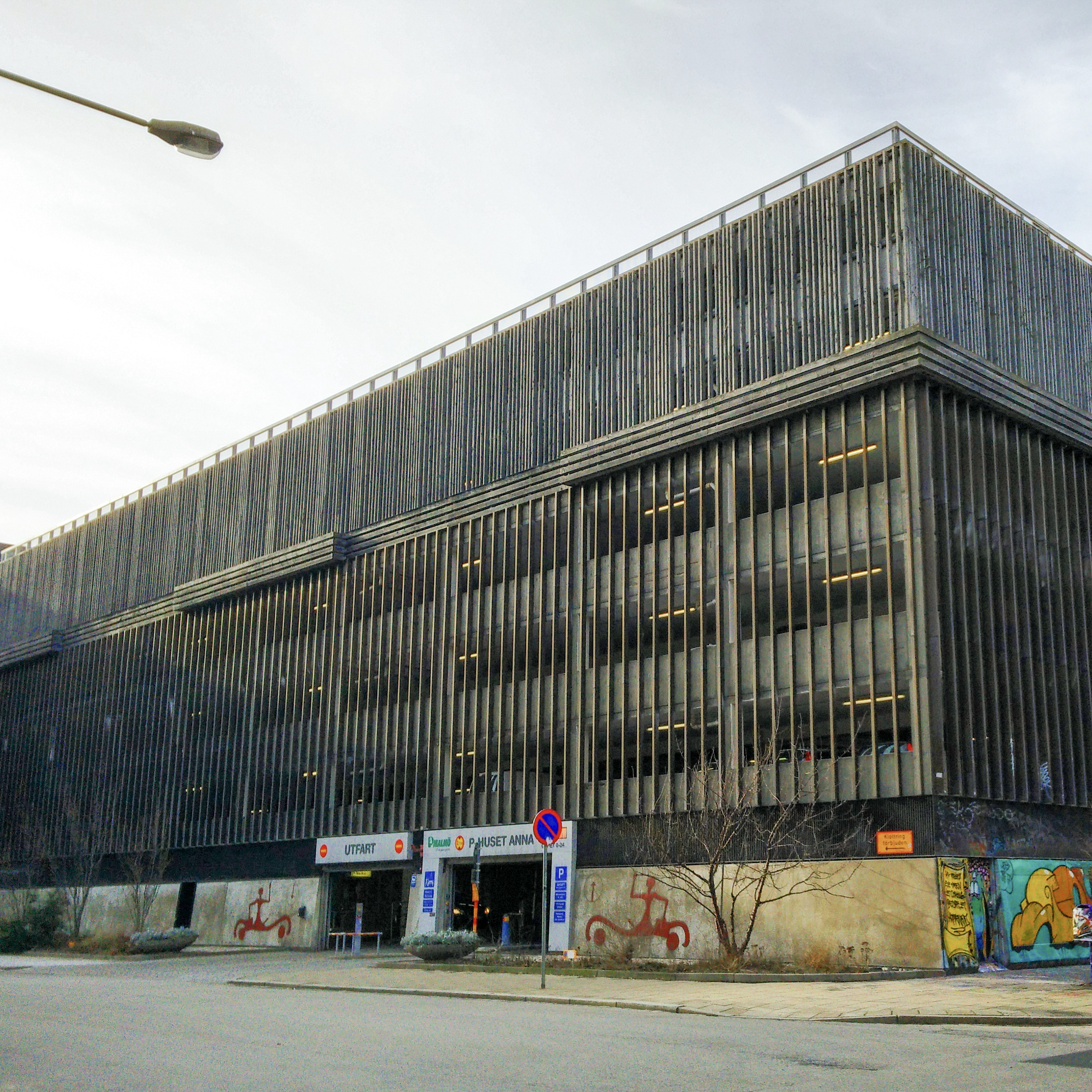
P-huset Anna, södersidan.